# 377 Campania
A 377 Campania (ideiglenes jelöléssel 1893 AN) a Naprendszer kisbolygóövében található aszteroida. Auguste Charlois fedezte fel 1893. szeptember 20-án.